# Miloš Šolle
Miloš Šolle (Prága, 1916. december 11. – Prága, 2004. november 14.) cseh régész.

## Élete
Apja Josef Šolle bankár és képviselő volt, anyai nagybátyja Jindřich Plachta színész.
A prágai érseki gimnáziumban tanult. 1936-ban a prágai Károly Egyetem klasszika archeológia, prehisztória tanszékén kezdi egyetemi tanulmányait. Tanárai voltak Josef Cibulka, Jindřich Čadík, Jan Eisner, Jan Filip, Josef Schránil és Růžena Vacková.
1939 után, mivel az egyetemeket bezárták, a prágai Régészeti Intézetnél dolgozott. A kora középkor történetére specializálódott. Jaroslav Böhm vezetése alatt 1941-től Budeč feltárásán dolgozott. 1944-1945-ben munkaszolgálatra kötelezték. A háború után megvédte kisdoktori értekezését.
Keresztény értékrendje miatt 1968 után, a normalizáció időszakában doktori védését leállíttatták. 1989 után a Cseh Tudományos Akadémia tagja lett.
Híresebb ásatásai: Budeč (Szent Péter és Pál körtemplom feltárása, tsz. Zdeněk Váňa, Andrea Bartošková), Stará Kouřim, Hradsko-Kanina u Mělníka.

## Elismerései
- 2002: Kouřim díszpolgára
- 2007-től a kouřimi általános iskolát róla nevezték el

## Művei
- 1966: Stará Kouřim a projevy velkomoravské hmotné kultury v Čechách. Praha
- 1981: Kouřim v průběhu věků. Praha
- 1984: Staroslovanské hradisko. Praha
- 1996: Od úsvitu křesťanství k sv. Vojtěchu. Praha
- 1998: Hradsko na Kokořínsku – Canburg franckých análů. Praha
- 2000: Po stopách přemyslovských Děpolticů. Příspěvek ke genezi města Kouřimě. Praha